# Божанствена комедија
„Божанствена комедија“ (итал. „La Divina Commedia“ или „Commedia“, касније је Бокачо додао „Divina“) је поема, књижевно дело Дантеа Алигијерија, које се сматра највећом епском поемом италијанске литературе, као и једним од највећих дела светске литературе. Написана је између 1308. и 1321. године. Почео је да пише Пакао око 1306—1307. године, а завршава га око 1310. године. Чистилиште пише после 1308. године, све до 1315, а Рај после 1316, па до 1321. године. Данте је дело назвао само Комедија зато што је био под утицајем тадашњих схватања да дела која трагично почну а срећно се заврше су комедије, а дела која трагично почну и у истом контексту се заврше су трагедије. Епитет "Божанствена" додао је Бокачо у његовом делу о Дантеовом животу, али он се званично употребљава тек од 1555. године.

## Структура и прича
Божанствена Комедија почиње стихом: "На пола нашег животног пута...", то указује да је радња дела смештена у пролеће 1300. године, на Велики петак (како многи сматрају). Према Дантеовом схватању просечан људски век траје 70 година, а како је он рођен 1265. то и радња дела почиње 1300. године. Међутим, истина је да је дело написано неколико година касније, да би аутор омогућио сам себи да, догађаје који су се десили после те године, прикаже у облику пророчанства.
Поема се састоји 14 233 стиха у једанаестерцу и римованим терцинама. Подељена је на три дела, Inferno (Пакао), Purgatorio (Чистилиште), и Paradiso (Рај), који се састоје од 34, 33, и 33 спева. То је укупно 100 певања (10 x 10) - број 3 и број 10 се на различите начине понављају у Божанственој комедији, 3 је симбол Светог Тројства а 10 симболише савршенство. Песник у првом лицу описује свој пут кроз три оноземаљска краљевства мртвих. Његов водич кроз пакао и чистилиште је латински песник Вергилије, а кроз рај Беатриче Портинари и Свети Бернард (који га води кроз Емпириј до Бога). Поема садржи и унутрашњу симетрију, Пакао има 9 кругова и предворје, Чистилиште има 9 делова и земаљски Рај, А рај се састоји од 9 неба плус Емпиреј. Тако да се сва три дела састоје од по 10 целина што опет представља симбол савршености. Сваки од три дела поеме се завршава говором звезда а свако шесто певање говори о политици, у све ширем смислу. Душе грешника сврстане су у три групе, као и душе покајника и душе блажених. Три звери ометају песника на почетку свог пута, а три водича га воде тим путем.

### Пакао
Поема почиње тако што се аутор изгубио у мрачној шуми и бива нападнут од алегоријских сила таме и духовне невоље - прво га напада пантер (пожуда), потом лав (охолост) и на крају вучица (похлепа)(спев 1). Њега спасава Вергилије послат од стране Беатриче (спев 2), а након тога Данте и Вергилије улазе у пакао (спев 3).
Вергилије води Дантеа кроз девет кругова пакла. Пакао се налази унутар земље и има облик огромног левка са девет кругова, тако да је први најближи површини. Сваки он њих је мањи од претходнога и представља све веће зло, са врхунцем у центру(на дну) где је сатана. Девет кругова су:
1. Лимбо - где се налазе некрштени али невини људи. Свима који се нађу у паклу Минос одређује круг у коме ће се наћи.
2. Они који су обузети похотом (ту су и познате личности као Клеопатра, Парис, Хелена, Ахил, Франческа да Римини...) (спев 5)
3. Прождрљиви (међу њима су се нашли многи свештеници и највиђеније папе) (спев 6)
4. Шкртице и расипници, тј. лакоми који поседују велико благо и поводљиви који су проћердали велико благо (спев 7)
5. Срдити (спев 8).

Нижи делови пакла су опасани зидом града Дис и окружени реком Стикс (спев 9).
1. Јеретици (спев 10-11).
2. Насилници (спев 12-17). Они су подељени у три круга:
  1. Они који су починили насиље против људи и имовине (спев 12).
  2. Они који су починили насиље над самим собом - самоубице (спев 13).
  3. Они који су починили насиље против Бога - богохуљење, содомија, лихвари, (спев 14-17).
3. Лажљивци се налазе у кругу под именом Malebolge (спев 18-30). Он је подељен у десет канала или десет злих јаруга. Ту су:подводачи, заводници, ласкавци, симонијаци, врачеви, чаробњаци, варалице, лицемери, лопови, зли саветници, кројачи неслоге и кривотворци.
4. Издајници (спев 32-34). Овај круг је подељен у четири зоне: Каину, Антенору, Толомеу и Јудеку. У првој су издајници родбине, у другој издајници отаџбине, у трећој издајници гостију, а у четвртој издајници добротвора.

На дну, у средишту деветог круга, Луцифер, отац свег зла који има три лица да би опонашао Свету Тројицу, са три чељусти меље Јуду, издајника Христа, односно цркве, затим Брута и Касија, издајице царства. То указује да је најгора издаја две највеће власти: црквене, односно духовне и царске, односно световне. Предње Луциферово лице је црвено јер је Јуда издао Исуса из љутине; друго лице је црно јер је Брут убио Цезара из глупости; треће лице је беличасто-жуто, што симболизује немоћну загриженост која је навела Касија на издају и убиство. Љутња, глупост и загриженост су извори најтежег греха који води у Сатанине чељусти. Луцифер плаче, јер иако зли анђео мучи друге и њега мучи жалост што је тако дубоко пао.

### Чистилиште
Данте и Вергилије су се после обиласка пакла, попели на Планину чистилиште, високи брег који се издиже из мора, на другој страни света (у Дантеово доба се веровало да се пакао налази испод Јерусалима). До тамо се стиже чамцем којим управља један анђео, а полазиште им је ушће реке Тибар. Уводни делови књиге описују обалу чистилишта (спев 1-2) и његове падине, где се налазе они који су екскомуницирани, они који се нису покајали и они који су се покајали непосредно пре смрти. Они чекају на свој ред да се попну на планину (спев 3-6). Напослетку, ту је и долина у којој су европски владари и врата у Чистилиште. (спев 7-9).
Одатле Вергилије води Дантеа кроз седам тераса чистилишта. Седам смртних грехова одговара овим терасама, свака тераса за одређени грех:
1. понос (спев 10-12).
2. завист (спев 13-15).
3. бес (спев 15-17).
4. лењост (спев 18-19).
5. шкртост (спев 19-21).
6. прождрљивост (спев 22-24).
7. похлепа (спев 25-27).

Успон тераса кулминира на врху где се налази Еденски врт, земаљски рај (спев 28-33). Вергилије, као паганин, је стални становник Лимба, првог круга пакла, из тог разлога он не може да уђе у Рај. Беатриче се појављује као други водич (праћена читавом процесијом светаца и других ликова из Раја). Лик Беатриче је направљен по Беатрис Портинари, жени коју је Данте волио и која је умрла 1290. године.

### Рај
После почетног успона (спев 1), Беатриче води Дантеа кроз девет кругова раја. Они су концентрични, слични онима описаним у Аристотеловој и Птолемејовој космологији.
Тих девет сфера су:
1. Месец - они који су напустили своје завете (спев 2-5).
2. Меркур - они који су чинили добро из жеље за славом (спев 5-7).
3. Венера - они који су чинили добро без љубави (спев 8-9).
4. Сунце - душе разумних (спев 10-14).
5. Марс - они који су се борили за хришћанство (спев 14-18).
6. Јупитер - они који су оличење правде (спев 18-20).
7. Сатурн - мислиоци (спев 21-22).
8. звезде - благословени (спев 22-27). Овде, Свети Петар искушава Дантеову вјеру, Свети Јаков наду и Свети Јован љубав.
9. Прво покретно небо - анђели (спев 27-29).

Одавде се Данте пење у бит изнад физичког постојања по имену Чиста небеса илити Емпириј
(спјев 30-33). На том месту се среће лицем у лице са Богом лично и разрешава тајну божанске и људске природе.

## Историја

### Рукописи
Према италијанском друштву Данте, аутограф (дело које је својом руком написао аутор) овог дела није пронађен, иако постоји много копија рукописа из 14.-ог и 15. века — неких 800 су наведени на њиховом веб-сајту.

### Рано штампана издања
Прво штампано издање објављено је у Фолињо, Италија, by Johann Numeister и Evangelista Angelini da Trevi, дана 11 априла 1472. године. Од 300 штампаних примерака, четрнаест је још увек доступно. Оригинална преса за штампање је приказана на екрану Oratorio della Nunziatella у Фолињо.
| Датум | Наслов                                                                                | Место    | Издавач                                            | Напомене |
| ----- | ------------------------------------------------------------------------------------- | -------- | -------------------------------------------------- | --- |
| 1472  | La Comedia di Dante Alleghieri                                                        | Фолињо   | Johann Numeister and Evangelista Angelini da Trevi | Прво штампано издање (или editio princeps)                                                                                                 |
| 1477  | La Commedia                                                                           | Венеција | Wendelin of Speyer                                 | |
| 1481  | Comento di Christophoro Landino fiorentino sopra la Comedia di Dante Alighieri        | Фиренца  | Nicolaus Laurentii                                 | Са Cristoforo Landino's коментарима на италијанском, и неке гравирне илустрације од Baccio Baldini након дизајна од стране Сандро Ботичели |
| 1491  | Comento di Christophoro Landino fiorentino sopra la Comedia di Dante Alighieri        | Венеција | Pietro di Piasi                                    | Прво потпуно илустровано издање |
| 1506  | Commedia di Dante insieme con uno diagolo circa el sito forma et misure dello inferno | Фиренца  | Philippo di Giunta                                 | |
| 1555  | La Divina Comedia di Dante                                                            | Венеција | Gabriel Giolito                                    | Прва употреба 'Божанствена' у наслову |

## Језик и стил
Језик Божанствене Комедије у основи садржи тоскански, односно фирентински дијалект, врло доследно спроведен, тако да у употреби нису само званичне речи већ и оне које се употребљавају у свакодневном животу, народни изрази и жаргони. Такође широко су затупљени галицизми и неологизми, речи које је самм песник сковао. Што се тиче латинизама, има их око пет стотина и песник их користи у ситуацијама када је тон казивања свечан.
Језик је стилски врло различит, такође према потреби казивања. Може се рећи да песник користи широку скалу стилова: од трагичног до комичног, од понизног до свечаног, од гротесног до народног. Кроз свој плурилингвизам и плуристилизам Данте успева да докучи сву јачину вулгарног, тј. народног језика. Језик Божанствене Комедије у употреби је тек коју деценију пре њеног настанка, а пре тога је био коришћен само за љубавну лирику са изузетком религијских прозних дела.
Данте се са правом сматра оцем италијанског језика, јер иако није први који је говорио народним језиком, он га је оспособио да се њиме може написати било које књижевно дело. Појава Божанствене Комедије значила је победу тосканског дијалекта који је постао заједнички језик свих италијана. Ово дело је отворило широка врата за будуће писце скидајући им узде латинског језика.

## Тематски делови
Божанствена комедија може једноставно бити описана као алегорија. Сваки спев садржи много алтернативних значења. Дантеове алегорије су веома сложене и у објашњењу како читати поему он подвлачи друга значења сем алегоријских, историјска, морална, литерарна и анагогичка.
Структура поеме је такође веома сложена, са математичким и нумеролошким симболима који се протежу кроз дело. Оно што поему чини величанственом су људски квалитети, Дантеова вешта делинеарност карактера које сусреће у паклу, чистилишту и рају, његово горко жигосање Фиренце и италијанске политике и његова поетска имагинација.

## Критике и одговори
Ово дело није увек било добро оцењено. Након што је препознато као ремек-дело у првом веку након објављивања, поема је игнорисана током доба просвећености, да би поново била откривена у романтизму у деветнаестом веку. Касније су је писци попут Вилијама Блејка, Т. С. Елиота и Џејмса Џојса користили као инспирацију.
Салвадор Дали је насликао циклус слика из сваког дела Комедије.
Дело је било инспирација и многим савременим музичарима.

## Филозофске основе
У филозофском смислу Данте сматра да је постојбина душе небо, одакле она силази у нас. Долазећи од Бога, она не зна ништа, али има двије особине: разум и тежњу, односно способност да прима оно што јој се свиђа. Душа тежи добру, али не зна да разликује добро. Незнање рађа заблуду, заблуда рађа зло. Зло, односно грех, налази се у материји, тј. у чулном уживању. Добро се налази у духу, а највише добро је Бог, тј. чисти дух. Човек мора да се бори против тела и приклања Богу. Зато му је дат разум из кога се рађа слободна воља и моралност његовог понашања. Добро и зло се разликују помоћу филозофије; она је пут ка добру и моралности, а моралност је етика. За филозофирање је потребна љубав, односно тежња, а права срећа се постиже контемплацијом истине. Бити филозоф значи одупрети се страстима и задовољству, победити себе самога, наћи душевни мир. Човечанство је запало у ропство чула због греха прародитеља, а разум и љубав нису били довољни да га спасу. Бог је зато узео људско обличје у лику Исуса Христа и искупио људски грех страдањем на крсту, тј. спасао је човечанство. Захваљујући тој жртви разум је добио вредност због вере, љубав због милости, док се уз филозофију везује теологија. Спасењем човечанства сваки је човек стекао моћ да се спаси уз божју помоћ. Вођен разумом и вером, охрабрен љубављу и милошћу, он може да се ослободи чула и уздигне све до Бога. Човек се у земном свету налази у једном од три стања о којима говори морал: стање греха, кајања или милости. Пакао је слика зла, односно порока. Рај је слика добра и врлине. Чистилиште је прелаз од једног до другог стања кроз покајање. А свако од нас носи у себи свој пакао и свој рај.
Спасење друштва иде истим путем као и спасење појединаца. Друштво које живи у анархији и неслози роб је материје, јер живи у заблуди и незнању. Као што човек не може ићи ка спасу ако не победи тело, ни друштво не може живети у слози док се не покори једном владару који ће обезбедити владавину закона, односно разума.
На овим филозофским основама Данте обједињава све знање свога доба из метафизике, морала, политике, историје, физике, астрономије, етике, реторике, лингвистике итд.

## Срби и Божанствена комедија
Место у овом најславнијем (епу-алегорији) средњег века добили су и Срби. Данте именује српску државу Рашку (итал. Rascia). Разлог томе је вјероватно био тај што је српски новац краља Милутина био врло квалитетан и широко распрострањен по околним државама. Млеци су због страха за своју валуту (матапане) забранили коришћење српских сребрењака, који су имали добру репутацију и ван граница Рашке, где се користио. Млеци су сматрали да Срби имају нечисте намере и под упливом тог мишљења је био и Данте. Следе цитати из књиге, на италијанском и на српском, из поглавља „Рај“ на мјесту 19:140 у књизи:
Италијански:

„E quel di Portogallo e di Norvegia
lì si conosceranno, e quel di Rascia
che male ha visto il conio di Vinegia.“

Српски:

„И Норвешке краљ и Португалије
ту бити ће, па и онај из Рашке
што слабо видје новац Венеције“

## Преводи на енглески језик
Нови преводи Божанствене комедије на енглески језик и даље се редовно објављују. Значајни енглески преводи комплетне песме укључују следеће.
| Година    | Преводилац                | Напомене                                                                                                |
| --------- | ------------------------- | --- |
| 1805–1814 | Henry Francis Cary        | Старији превод, широко доступан online.                                                                 |
| 1867      | Хенри Водсворт Лонгфелоу  | Први превод у САД, који подстиче амерички интерес за дело. Још увијек је доступна, укључујући и online. |
| 1891–1892 | Charles Eliot Norton      | Превод коришћен за Great Books of the Western World. Доступан online у оквиру пројекта Гутенберг.       |
| 1933–1943 | Laurence Binyon           | Енглеска верзија промењена у terza rima, праћено од стране Eзре Паунда                                  |
| 1949–1962 | Dorothy L. Sayers         | Преведено за Penguin Classics, намењено ширем аудиторијуму, завршила Barbara Reynolds.                  |
| 1969      | Thomas G. Bergin          | За blank verse, илустровао Leonard Baskin.                                                              |
| 1954–1970 | John Ciardi               | Његов Инферно је снимила Folkways Records и пуштила 1954 године.                                        |
| 1970–1991 | Charles S. Singleton      | Литерарна прозна верзија са обимним коментарима; 6 vols.                                                |
| 1981      | C. H. Sisson              | Доступна у Oxford World's Classics.                                                                     |
| 1980–1984 | Allen Mandelbaum          | Доступан online.                                                                                        |
| 1967–2002 | Mark Musa                 | Алтернативна Penguin Classics верзија.                                                                  |
| 2000–2007 | Robert and Jean Hollander | Online Архивирано на веб-сајту (29. април 2019) као део Принстоновог пројекта Данте.                    |
| 2002–2004 | Anthony M. Esolen         | Modern Library Classics edition.                                                                        |
| 2006–2007 | Robin Kirkpatrick         | A third Penguin Classics version, replacing Musa's.                                                     |
| 2010      | Burton Raffel             | A Northwestern World Classics version.                                                                  |
| 2013      | Clive James               | A poetic version in quatrains.                                                                          |

Известан број преводиоца, попут Robert Pinsky, су превели само Inferno.

## У уметности
Божанствена комедија је извор инспирације за безброј уметника скоро седам векова. Постоји много референци о Дантеовиом раду у литератури. У музици, Франц Лист је био један од многих композитора који су писали дела заснована на Божанственој комедији. У скулптури, рад Огиста Родена укључује теме из Дантеових дела, и многи визуелни уметници илустровали су Дантеов рад, као што показују горенаведени примери. Такође је било много референци Божанствене комедије у филму и компјутерским играма.

## Галерија
- "Everything Reduced to One Plan", 1506
- "Комора пакла", 1506
- "Overview of Hell", 1506
- "Првих пет кругова", 1506
- "Кругови шест и седам", 1506
- "The Lair of Geryon", 1506
- "Гроб Луцифера", 1506

- Насловна страна из 1855. године
- Plate I: "Overview of the Divine Comedy"
- Plate II: "The Ordering of Hell"
- Plate III: "Map of Hell"
- Plate IV: "Cross Section of Hell"
- Plate V: "The Ordering of Purgatory"
- Plate VI: "The Ordering of Paradise"